# Till Eulenspiegels lustige Streiche
Till Eulenspiegels lustige Streiche (Tijl Uilenspiegels schelmenstreken), op. 28, is een symfonisch gedicht voor symfonieorkest van Richard Strauss.
Het werk, in de vorm van een rondo, valt in de categorie programmamuziek. De première vond op 5 november 1895 plaats in Keulen in het kader van het tweede abonnementsconcert van het Kölner Konzertgesellschaft, dat onder leiding stond van Franz Wüllner.
In het voorjaar van 1894 maakte Strauss een fragmentarisch libretto voor een opera in een bedrijf, met de titel Till Eulenspiegel bei den Schildbürgern; hij maakte het niet af, en een jaar later schreef hij het symfonisch gedicht Till Eulenspiegels lustige Streiche. De compositie is opgedragen aan Dr. Arthur Seidl, de woordvoerder van de Neudeutschen Schule.
De inleiding van het werk begint beschouwend, alsof een verteller een verhaal begint met „Er was eens“. Vervolgens worden twee verschillende motieven opgevoerd, die beide Tijl Uilenspiegel voorstellen en waarvan verder in het werk de nodige variaties ondergaan. Deze motieven worden dus als leidmotief het hele werk door in steeds andere gedaante gebruikt om muzikaal gezien de aandacht naar de hoofdpersoon Tijl Uilenspiegel te laten gaan wanneer deze weer een schelmenstreek uithaalt.

## Motieven
Dit eerste motief wordt de eerste maal door de hoorn gespeeld; doordat bij elke overgang en herhaling van het thema een achtste tel later wordt begonnen verliest de luisteraar het ritme enigszins. Op deze manier zet Richard Strauss de schelmachtige chaoot op meesterlijke wijze in de muziek neer. Het deel eindigt met het complete orkest (tutti) op  klassieke wijze.
Het tweede motief verschijnt in “rustige” vorm al in het proloog. Het “schelmachtige” karakter krijgt het pas als het later door de es-klarinet gespeeld wordt. De variaties vertonen een groot contrast in articulatie, dynamiek en intervallen. In dit deel volgt de componist Tijl op denkbeeldige wijze, waarbij hij zich voorstelt dat die onrust veroorzaakt op de markt, de draak steekt met een pastoor, en flirt met de meisjes. Hij heeft hierover op de originele partituur notities gemaakt. Hij wilde echter niet dat de luisteraar zijn gedachten over wat er gebeurt overneemt. “Laat die zelf maar uitmaken wat Tijl Uilenspiegel hem voorschotelt”.

## Instrumentatie
De compositie is geschreven voor piccolo, 3 fluiten, 3 hobo’s, Engelse hoorn, 3 klarinetten in D en bes, basklarinet in bes, 3 fagotten, contrafagot, 4 hoorns in F en E, 3 trompetten in F en C, 3 trombones, tuba, pauken, triangel, bekkens, grote trom, kleine trom, ratel, en strijkers.